# مدير (مصارعة محترفة)
في المصارعة المحترفة المدير هو شخصية ثانوية تقترن بمصارع (أو مصارعين) لأسباب مختلفة. المدير عادةً ما يكون غير مصارع أو مصارع متقطع أو مصارع قديم يكون قد اعتزل أو قريب من التقاعد أو بعض الحالات يكون مصارع جديد دخل هذا العمل ويريد الخبرة في الظهور أمام الجمهور. الشخص الذي يديرة المصارع يسمى مسؤوليته أو مسؤوليتها (بالإنجليزية: charge)‏.